# Turnera brasiliensis
Turnera brasiliensis är en passionsblomsväxtart som beskrevs av Carl Ludwig von Willdenow och Schult.. Turnera brasiliensis ingår i släktet Turnera och familjen passionsblomsväxter. Inga underarter finns listade i Catalogue of Life.